# Testamentumok
A Testamentumok (eredeti címe: The Testaments) Margaret Atwood kanadai író regénye, mely 2019-ben jelent meg, bemutatóját 2019. szeptember 10-én tartották. A könyv kiegészítése és folytatása az író 1985-ben megjelent, magyarul 2006-ban kiadott A Szolgálólány meséje (The Handmaid's Tale) című nagysikerű regényének. Magyarul először 2019-ben jelent meg.

## Vázlatos ismertetése
A Testamentumok is ugyanabban a fiktív zsarnoki államban, a nőket elnyomó Gileádban játszódik, mint az első regény, csak 15 évvel annak eseményei után. Gileád társadalmáról három nő különböző nézőpontú elbeszéléséből alkothatunk képet. Egyikük A szolgálólány meséjéből már ismert Lydia, a Néni, az állam egyik alapítója, fenntartója, a kegyetlenségek végrehajtója. A másik kettő fiatal lány: Agnest anyja elrablása után vitték Gileádba; gyermekkorát már Kyle parancsnok lányaként töltötte és szinte belenőtt ebbe a zsarnoki rendszerbe, nem is ismer másikat. A szomszédos szabad országban, Kanadában felnőtt másik lány épp az ellenkezője: hallott már valamit erről a világról, de most a kívülálló szemszögéből számol be róla, miután maga is bekerült az események forgatagába. A három váltogatva előadott cselekményszál végül összeér, Gileád előtörténetét pedig Lydia néni beszámolójából ismerhetjük meg.
A regény 2019-ben elnyerte a Booker-díjat, megosztva Bernardine Evaristo brit író Girl, Woman, Other című regényével.

## Magyarul
- Testamentumok. A Szolgálólány meséje 2.; ford. Csonka Ágnes; Jelenkor, Bp., 2019